# SM UC-102
SM UC-102 foi um alemão tipo UC III minelaying submarino ou U-boat na Marinha Imperial alemã ( em alemão:  Kaiserliche Marine    ) durante a Primeira Guerra Mundial .

## Projeto
Um submarino alemão Tipo UC III, UC-102 teve um deslocamento de 491 toneladas (480 tonelada longas) quando na superfície e 571 toneladas (560 tonelada longas) quando submerso. Ela tinha um comprimento total de 56,51 metros (185 ft 5 in)      , um feixe de 5,54 metros (18 ft 2 in), e um esboço de 3,77 metros (12 ft 4 in). O submarino era movido por dois motores a diesel de seis cilindros e quatro tempos, cada um produzindo 300kw     , dois motores elétricos produzindo 700kw, e dois eixos de hélice . Ela tinha um tempo de mergulho de 15 segundos e era capaz de operar a uma profundidade de 75 metros (250 pé)   . 
O submarino foi projetado para uma velocidade máxima de superfície de 15,5 nós e uma velocidade submersa de 6,6 nós. Quando submersa, ela poderia operar por 40 milhas náuticas (74 km; 46 mi) a 4,5 nós; quando emergiu, ela poderia viajar 9 850 milhas náuticas (18 000 km; 11 000 mi)     a 7 nós. UC-102 foi equipado com seis 100 centímetros (39 pol)   tubos de mina, quatorze UC 200 minas, três de 50 centímetros (20 pol) tubos de torpedo (um na popa e dois na proa), sete torpedos e um 10,5 centímetros (4,1 pol)     SK L / 45 ou 8,8 centímetros (3,5 pol) Arma de convés Uk L / 30 . Seu complemento era de vinte e seis membros da tripulação. 

## Construção e carreira
O submarino foi encomendado em 12 de janeiro de 1916 e lançado em 14 de abril de 1918. Ela foi comissionada na Marinha Imperial Alemã em 14 de outubro de 1918 como SM UC-102 . Tal como acontece com o resto dos barcos UC III concluídos, UC-102 não conduziu patrulhas de guerra e não afundou navios. Ela foi entregue em 22 de novembro de 1918 e quebrada em Dordrecht em 1922.  